# Bonnie Prado Pino
Pour les articles homonymes, voir Prado et Pino (homonymie).
Bonnie Prado Pino, née le 18 mars 1986, est une ingénieure aérospatiale et scientifique colombienne en ingénierie spatiale. Elle est née à Quibdó, la capitale du Chocó dans le Pacifique colombien.

## Biographie
Son père Oscar Ramiro Prado Gónzalez et sa mère Nayive Pino Bénitez, biologiste, sont tous les deux enseignants à l'Université de technologie du Chocó (es) à Quibdó. Elle vit aujourd'hui en Californie.

## Parcours universitaire
Bonnie a fait des études sur la mécanique spatiale, nommée aussi astrodynamique, et ses applications spatiales. Diplômée en ingénierie électrique de l'Université pontificale Javeriana de Bogota, son ancien directeur César Ocampo lui obtient un stage sous l'égide de la NASA à l'Université du Texas en 2010. Bonnie Prado va ainsi travailler sur la façon d'atteindre la Lune ou la planète Mars plus rapidement. Cette expérience ne va que renforcer son désir de travailler pour la NASA, son rêve depuis toujours.

## Travaux scientifiques
Son goût pour la science lui vient de son enfance quand elle voyait des films de science-fiction se passant dans l'espace. Ses recherches portent sur la conception de trajectoires pour les charges utiles secondaires, exploitant principalement les stratégies de contrôle pour l’optimisation de la trajectoire d’un engin spatial à faible poussée dans des régimes multi-corps,. Grâce à cette scientifique, la sécurité spatiale est renforcée. Elle contribue à perfectionner le développement des véhicules robotiques pour l’exploration spatiale.
Elle travaille au sein de LeoLabs, compagnie spécialisée dans la cartographie des orbites terrestres basses (Low Earth Orbits),. Elle s'intéresse actuellement aux probabilités de collision pour les satellites.

## Actions
Dans un effort pour inciter les jeunes à s'intéresser à la science, la technologie, l'ingénierie et les mathématiques, Bonnie a lancé en 2015 la Experiencia Afrolatina ou The Afrolatina Experience (ALE),,, une école d'été pour les adolescents issus de milieux défavorisés de Quibdó.
Elle dirige actuellement le programme LeoLabtoriums qui propose d'initier des étudiants aux sciences spatiales.